# Montagne en Scène
Montagne en Scène est un festival itinérant de films de montagne qui se déroule initialement dans de nombreuses villes de France puis dans des villes du monde entier. Il est constitué de deux éditions, été et hiver, et propose des films sur le thème des sports de montagne : ski, snowboard, alpinisme, escalade, ultra-trail, kayak, parapente, etc.

## Concept
L'objectif de ce festival, créé et présenté par Cyril Salomon et Manon Grimwood, est d'apporter la montagne en ville grâce à la projection de films de sports de montagne.
Les projections sont suivies de moments d’interactions entre le public et les réalisateurs ou les sportifs qui viennent témoigner de leurs expériences sur le devant de la scène. Depuis sa création, le festival itinérant a eu lieu en :
- France : Paris[5], Lille[6], Strasbourg, Bordeaux, Toulouse[7], Montpellier, Nice, Annecy[8], Lyon[9], Nantes, Marseille,  Besançon, etc. ;
- Suisse;
- Belgique ;
- Luxembourg ;
- Pays-Bas ;
- Italie ;
- Irlande ;
- Royaume-Uni ;
- Finlande ;
- Suède ;
- Norvège ;
- Danemark ;
- Allemagne ;
- Autriche ;
- Croatie ;
- Pologne ;
- Tchèquie ;
- Serbie ;
- Slovénie ;
- Canada ;
- États-Unis ;
- Australie ;
- Nouvelle-Zélande.

## Histoire
La première édition du festival s'est déroulée le 25 mars 2013 sous l'appellation « La Nuit de la Montagne » à Paris au cinéma Le Grand Rex. Cette soirée s'est inspirée du concept des Rencontres du cinéma de montagne de Grenoble créé par Yves Exbrayat et qui réunit chaque année dans le bassin grenoblois plus de 15 000 spectateurs sur cinq soirées.
Après le succès de La Nuit de la Montagne, une Winter Edition fut créée à l’automne 2013 avec une avant première au Grand Rex de Paris et une tournée dans 8 villes de France.
Pour sa Winter Edition 2019 (novembre - décembre 2019), le festival était présent dans 18 pays et plus de 120 villes : il a rassemblé près de 90 000 spectateurs.

## Films présentés[14]

### Summer Edition 2013
- I Believe I can Fly de Sébastien Montaz-Rosset[15] avec Julien Millot et Tancrède Melet
- Rockin’ Cuba[16] de Vladimir Cellier et Julien Nadiras avec Mélissa Le Nevé, Enzo Oddo, Mike Fuselier et Vlad Cellier
- Nat&Co[17] de Nicolas Hairon et Olivier Alexandre sur Nathanaël Schaeffer
- Venezuela Jungle Jam[18] de Sean Villanueva avec Nicolas Favresse, Stéphane Hanssens et Jean-Louis Wertz
- Siguniang de Dimitri Messina avec Maël Baguet et Dimitri Messina

### Winter Edition 2013
- Unicorn Sashimi[19] de Ben Knight
- Mission Antarctique de Timeline Film avec Xavier de Le Rue, Lucas Debari et Renan Ozturk
- Cold[20] de Forge Motion Pictures avec Simone Moro et Denis Urubko
- T’es pas bien là ?![21] de Sébastien Montaz-Rosset avec Vivian Bruchez, Pierre Tardivel et Kilian Jornet
- Into the Mind[22] de Sherpas Cinema[23] avec Xavier de Le Rue, Conrad Anker, Jimmy Chin, JP Auclair

### Summer Edition 2014
- Sendero Luminoso de Camp 4 Collective avec Alex Honnold
- Touch de Jean-Baptiste Chandelier
- La Dura Dura[24] de Big Up Productions avec Chris Sharma  et Adam Ondra
- Dream of Flight de Jean-Baptiste Chandelier
- Cerro Torre, film Red Bull Media House[25] de Thomas Dirnhofer avec David Lama
- Obe et Ashima, de Sender Films avec Ashima Shiraishi et Obe Carrion
- Alone on the River[26] de Stéphane Pion
- Gaurishankar d’Alex Machesseau avec Jérôme Para, Mathieu Maynadié, Pierre Labbre et Mathieu Détrie
- China Jam[27] d'Evrard Wendenbaum avec Sean Villanueva O’Driscoll, Nicolas Favresse  et Stéphane Hanssens

### Winter Edition 2014[28],[29]
- Déjame Vivir de Sebastien Montaz-Rosset[30] avec Kilian Jornet, Bruno Brunod, Mathéo Jacquemoud et Emelie Forsberg
- Mission Steeps[31] de Timeline Missions avec Xavier De Le Rue, Samuel Anthamatten et Andreas Fransson
- Beyond good and evil de Bertrand Delapierre[32] avec Marion Poitevin, Seb Ratel, François Damilano , François Marsigny, Mark Twight, Andy Parkin
- Valhalla de Sweetgrass Productions[33] avec Eric Hjorleifson, Pep Fujas, Cody Barnhill

### Summer Edition 2015[34]
- Sufferfest 2[35] de Cedar Wright avec Alex Honnold
- On ne marche qu'une fois sur la lune[36] de Christophe Raylat avec Ueli Steck, Stéphane Benoist et Yannick Graziani
- Back to the Fjords[37] de Sébastien Montaz avec Tancrède Melet, Anicet Leone, Julien Millot
- Le tour de la France, exactement[38] de Gilles Charensol, Véronique Daudet et Lionel Daudet avec Lionel Daudet

### Winter Edition 2015[39]
- Meru de Jimmy Chin avec Conrad Anker, Jimmy Chin et Renan Ozturk
- Dream Line de Bjarne Saléan avec Ptor Spricenieks
- Degrees North de Guido Perini avec Xavier Delerue et Samuel Anthamatten
- Steep Teaser de Pierre Hourticq avec Aurélien Ducroz
- Le Saut du Cervin de David Carlier et Yannick Bacher avec Géraldine Fasnacht

### Summer Edition 2016[40]
- Valley Uprising[41] de Peter Mortimer, Nick Rosen, Josh Lowell
- Mont-Rebei Project de Baraka films
- A Line Across The Sky, de Redbull Media House avec Alex Honnold et Tommy Caldwell
- Chasing Niagara, de Redbull Media House avec Rafael Ortiz

### Winter Edition 2016[39]
- The Warmth of Winter de Ben Sturgulewski avec Stephan Drake, Piers Salomon et Santiago Guzman
- Link Sar West de Renan Ozturk avec John Griffith et Andy Houseman
- La liste de Guido Perrini Jérémie Heitz
- The Great Alone de Greg Kohs avec Lance Mackey

### Summer Edition 2017[42]
- Poumaka de Andy Mann et Keith Ladzinski avec Angie Payne
- Bob, je quitte le navire de Pierre-Emilio Medina avec Julien Millot
- Mountain Bike is the New Ski de Erwan Pelisset
- Entre Ciel et Cimes de Nicolas Hairon, Julien Irilli et Jérémie Chenal
- Par delà les hauteurs de Bruno Peyronnet
- La Vie au bout des doigts de Jean-Paul Janssen avec Patrick Edlinger

### Winter Edition 2017[43]
- Hommage à Ueli Steck
- Ya Mas - Snowmads in Greece de Marco Freudenreich
- Marco, Étoile filante de Bertrand Delapierre avec Marco Siffredi
- This is home - Candide Thovex et Hendy Sildaru de The Faction Collective et Étienne Merel avec Candide Thovex
- Waking Dream de Invade Media Production
- Riso Patron d'Antoine Moineville avec Jerome Sullivan, Lise Billon, Diego Simari et Martin Elias

### Summer Edition 2018[44]
- Lunag Ri de Servus TV avec David Lama et Conrad Anker
- Surf The Line de Jérémy Frey avec Anicet Leone et Tancrède Melet
- Notes from the wall, de Guillaume Lion et Siebe Vanhee avec Sean Villanueva O’Driscoll, Nicolas Favresse
- La Montagne des Cristalliers de Yucca Films
- Break on Through de Big up productions avec Margo Hayes

### Winter Edition 2018[45]
- Weightless de Jean-Baptiste Chandelier
- Evolution of Dreams de Carina Brunnauer, Eva Walkner et Jackie Paaso
- Zabardast de Jérôme Tanon
- Path to Everest de Josep Serra et Sebastien Montaz-Rosset avec Killian Jornet

### Summer Edition 2019
- Entre les lignes de Yucca Films
- Liv along the way d'Anthony Bonello et Mike Douglas avec Liv Sansoz
- The Pathan Project de Guillaume Broust avec Nicolas Favresse, Jean-Louis Wertz, Mathieu Maynadier, et Carlitos Molina
- Age of Ondra de Big Up Productions avec Adam Ondra
- Mission Namibie de Kilian Bron et Pierre Henni
- Underdog, de Summit Fever Media avec Damian Hall

### Winter Edition 2019[46]
- Félicité de Antoine Frioux avec Antoine Delerue
- Blutch de Nicolas Alliot avec Jean-Yves Fredriksen
- Coconut connection de Sean Villanueva O’Driscoll, Nicolas Favresse
- This Mountain Life de Jenny Rustemeyer et Grand Baldwin avec Martina et Tania Halik
- Changabang et les miroirs d'une répétition de Jean Pierre Tauvron avec le GMHM

### Summer Edition 2020 (annulé covid)[47]
- The Last Mountain de Darius Zaluski avec Denis Urubko et Adam Bielecki
- Deep Water Solo de Jon Glassberg avec Kyra Condie
- Lost in Karakorum d'Antoine Girard
- Apurimac d'Antoine Girard

### Winter Edition 2020 (uniquement en streaming)
- Le marathon de Katherine de Nicolas Falquet avec Katherine Choong
- Skivas de Monster Energy avec Coline Ballet-Baz
- Himalaya, la marche au-dessus d'Eliott Schonfeld
- Zermatt to Verbier d'Étienne Mérel
- Chamlang de   Jéremy Chenal avec Benjamin Védrines et Nicolas Jean
- The Ghosts Above de Sony I Alpha Universe avec Renan Ozturk

### Winter Edition 2021
- The traverse de Ben Tibbetts et Jake Holland avec Valentine Fabre et Hillary Gerardi
- Pretty Strong de Never Not Collective
- Le diamant des alpes de Sébastien Montaz Rosset
- La liste de Eric Crosland avec Jérémie Heitz et Sam Anthamatten

### Summer Edition 2022
- Julia de Jocelyn Chavy et Hugo Clouzeau avec Julia Chanourdie
- À l'ombre du Chamlang de Jérémie Chenal avec Benjamin Védrines et Charles Dubouloz
- O'Parizad de Guillaume Pierrel
- Résilience de Mathias Lopez avec Kevin Rolland
- Alpine Trilogy -Doggystyle de Solidream avec Nicolas Favresse et Sébastien Berthe

### Winter Edition 2022
- De l'ombre à la lumière, de Davina Beyloos Montaz-Rosset et Sébastien Montaz Rosset avec Charles Dubouloz
- Free rider de Jérôme Tanon avec Victor de Le Rue et Sam Anthamatten
- Nina and Katie in Yosemite de Collette McInerney avec Nina Williams, et Katie Lambert
- Les Vagabonds du Logan de Mathieu Rivoire avec Hélias Millerioux, Alex Marchesseau, Thomas Delfino et Gregory Douillard

### Summer Edition 2023
- Ce qui compte de Thimothée Ranger et Etienne Valentin avec Anne-Lise Rousset Séguret
- Edge of Reason de Grip Media avec Benjamin Védrines et Nicolas Jean
- Lumdo Kolola de Jean-Yves Fredriksen avec Nicolas Alliot
- Cap sur El Cap de Brian Mathé et Morgan Monchaud

### Winter Edition 2023
- Nuptse : l'inaccessible absolu de Hugo Clouzeau avec Hélias Millerioux, Benjamin Guigonnet, Frédéric Degoulet et Robin Revest
- Via Sedna de Ramona Waldner
- The Silent Escape de Oswald Rodrigo Pereira avec Bartek Ziemski
- Rise de Fred Rousseau et Maxime Moulin

### Summer Edition 2024
- Deepfreeze de Yannick Boissenot avec Charles Dubouloz, Symon Welfringer et Clovis Paulin
- Sea to Summit de Alastair Lee
- Bleau dans la Peau de Jérôme Tanon avec Seb Berthe et Hugo Parmentier
- Subterranean de François-Xavier de Ruydts

## Protagonistes des films

### Summer Edition 2013
- Mike Fuselier
- Mélissa Lenevé
- Enzo Oddo
- Vlad Cellier
- Maël Baguet
- Dimitri Messina
- Tancrede Mellet
- Julien Millot
- Olivier Alexandre
- Nicolas Hairon
- Eric Larose
- Nicolas Favresse
- Stéphane Hanssens
- Jean-Louis Wertz
- Sebastien Montaz-Rosset

### Winter Edition 2013
- Xavier de Le Rue
- Vivian Bruchez
- Pierre Tardivel
- Anselme Baud
- Kilian Jornet Burgada
- Sebastien Montaz-Rosset
- Denis Urubko
- Le collectif Zikali

### Summer Edition 2014
- Chris Sharma
- Jean-Baptiste Chandelier
- David Lama
- Peter Ortner
- Ashima Shiraishi
- Stéphane Pion
- Francesco Salvato
- Ron Fisher
- Raphaël Thiebaut
- Matthieu Maynadier
- Jérôme Para
- Pierre Labbre
- Alexandre Marchesseau
- Evrard Wendenbaum
- Nicolas Favresse
- Stéphane Hanssens
- Olivier Favresse
- Bob Shepton
- Sean Villanueva

## Liste des films par édition, par année et par activité[48]
| Année | Edition             | Titre                                                                  | Activité                              |
| ----- | ------------------- | ---------------------------------------------------------------------- | ------------------------------------- |
| 2013  | Nuit de la montagne | Rockin' Cuba                                                           | Escalade                              |
| 2013  | Nuit de la montagne | Siguniang                                                              | Alpinisme                             |
| 2013  | Nuit de la montagne | I believe I can fly                                                    | Slackline, Highline                   |
| 2013  | Nuit de la montagne | Nat&Co                                                                 | Ski de randonnée                      |
| 2013  | Nuit de la montagne | Venezuela Jungle Jam                                                   | Escalade, Big wall                    |
| 2013  | Winter              | Unicorn Sashimi                                                        | Ski                                   |
| 2013  | Winter              | Mission Antarctique                                                    | Expédition, Alpinisme, Ski, Snowboard |
| 2013  | Winter              | Cold                                                                   | Expédition, Alpinisme                 |
| 2013  | Winter              | T'es pas bien là?                                                      | Ski de pente raide, Ski alpinisme     |
| 2013  | Winter              | Into The Mind                                                          | Ski, Snowboard                        |
| 2014  | Summer              | Sendero Luminoso                                                       | Escalade, Free solo                   |
| 2014  | Summer              | Touch                                                                  | Parapente                             |
| 2014  | Summer              | La Dura Dura                                                           | Escalade                              |
| 2014  | Summer              | Cerro Torre                                                            | Alpinisme                             |
| 2014  | Summer              | Obe et Ashima                                                          | Escalade                              |
| 2014  | Summer              | Alone on the River                                                     | Kayak                                 |
| 2014  | Summer              | Gaurishankar                                                           | Alpinisme                             |
| 2014  | Summer              | China Jam                                                              | Expédition, Escalade, Big wall        |
| 2014  | Winter              | Valhalla                                                               | Snowboard, Ski                        |
| 2014  | Winter              | Beyond Good and Evil                                                   | Alpinisme                             |
| 2014  | Winter              | Mission Steeps                                                         | Ski, Snowboard                        |
| 2014  | Winter              | After Glow                                                             | Ski                                   |
| 2014  | Winter              | Déjame Vivir                                                           | Course à pied, Alpinisme              |
| 2015  | Summer              | Sufferfest 2                                                           | Escalade, Vélo                        |
| 2015  | Summer              | On ne marche qu'une fois sur la lune                                   | Alpinisme                             |
| 2015  | Summer              | Back to the Fjord                                                      | Cirque                                |
| 2015  | Summer              | Le tour de la France, exactement                                       | Alpinisme, Randonnée, Vélo, Kayak     |
| 2015  | Winter              | Meru                                                                   | Expédition, Alpinisme                 |
| 2015  | Winter              | Dream Line                                                             | Ski                                   |
| 2015  | Winter              | Degrees North                                                          | Ski, Snowboard, Paramoteur            |
| 2015  | Winter              | Steep Teaser                                                           | Ski de pente raide, Ski alpinisme     |
| 2015  | Winter              | Le Saut du Cervin                                                      | Wing Suit, Base Jump                  |
| 2016  | Summer              | Valley Uprising                                                        | Escalade, Big Wall                    |
| 2016  | Summer              | Mont-Rebei Project                                                     | Saut Pendulaire                       |
| 2016  | Summer              | A Line Across The Sky                                                  | Escalade, Alpinisme                   |
| 2016  | Summer              | Chasing Niagara                                                        | Kayak                                 |
| 2016  | Winter              | The Warmth of Winter                                                   | Ski                                   |
| 2016  | Winter              | Link Sar West                                                          | Expédition, Alpinisme                 |
| 2016  | Winter              | La liste                                                               | Ski de pente raide, Ski alpinisme     |
| 2016  | Winter              | The Great Alone                                                        | Chiens de traîneaux                   |
| 2017  | Summer              | Poumaka                                                                | Big Wall                              |
| 2017  | Summer              | Bob, je quitte le navire                                               | Highline, Parapente                   |
| 2017  | Summer              | Mountain Bike is the New Ski                                           | VTT de descente                       |
| 2017  | Summer              | Entre Ciel et Cimes                                                    | Parapente                             |
| 2017  | Summer              | Par delà les hauteurs                                                  | Alpinisme                             |
| 2017  | Summer              | La Vie au Bout des Doigts                                              | Escalade                              |
| 2017  | Winter              | Hommage à Ueli Steck                                                   | Expédition, Trekking                  |
| 2017  | Winter              | Ya Mas - Snowmads in Greece                                            | Ski                                   |
| 2017  | Winter              | Marco, Étoile filante                                                  | Snowboard                             |
| 2017  | Winter              | This is home                                                           | Ski                                   |
| 2017  | Winter              | Waking Dream                                                           | Ski, Snowboard                        |
| 2017  | Winter              | Riso Patron                                                            | Alpinisme                             |
| 2018  | Summer              | Lunag Ri                                                               | Expédition, Alpinisme                 |
| 2018  | Summer              | Surf The Line                                                          | Base Jump                             |
| 2018  | Summer              | Notes from the wall                                                    | Big Wall                              |
| 2018  | Summer              | La Montagne des Cristalliers                                           | Alpinisme, Escalade                   |
| 2018  | Winter              | Weightless                                                             | Parapente                             |
| 2018  | Winter              | Evolution of Dreams                                                    | Ski                                   |
| 2018  | Winter              | Zabardast                                                              | Expédition, Ski                       |
| 2018  | Winter              | Path to Everest                                                        | Alpinisme                             |
| 2019  | Summer              | Entre les lignes                                                       | Ski de pente raide, Ski alpinisme     |
| 2019  | Summer              | Liv along the way                                                      | Alpinisme                             |
| 2019  | Summer              | The Pathan Project                                                     | Expédition, Escalade, Big Wall        |
| 2019  | Summer              | Age of Ondra                                                           | Escalade                              |
| 2019  | Summer              | Mission                                                                | VTT de descente                       |
| 2019  | Winter              | Félicité                                                               | Ski, Snowboard                        |
| 2019  | Winter              | Blutch                                                                 | Parapente                             |
| 2019  | Winter              | Coconut connection                                                     | Expédition, Big Wall                  |
| 2019  | Winter              | This Mountain Life                                                     | Expédition                            |
| 2019  | Winter              | Changabang et les miroirs d'une répétition                             | Alpinisme                             |
| 2020  | Summer              | The last montain                                                       | Alpinisme                             |
| 2020  | Summer              | Water solo                                                             | Escalade                              |
| 2020  | Summer              | Lost in Karakorum                                                      | Parapente                             |
| 2020  | Summer              | Apurimac                                                               | Kayak                                 |
| 2020  | Winter              | Le marathon de Katherine                                               | Escalade                              |
| 2020  | Winter              | Skivas                                                                 | Ski                                   |
| 2020  | Winter              | Himalaya, la marche au-dessus                                          | Expédition                            |
| 2020  | Winter              | Zermatt to Verbier                                                     | Ski, Expédition                       |
| 2020  | Winter              | Chamlang : l'aventure himalayenne de Benjamin Védrines et Nicolas Jean | Alpinisme                             |
| 2020  | Winter              | The Ghosts Above                                                       | Parapente                             |
| 2021  | Winter              | The traverse                                                           | Ski alpinisme, Expédition             |
| 2021  | Winter              | Pretty Strong                                                          | Escalade                              |
| 2021  | Winter              | Le diamant des alpes                                                   | Ski alpinisme, Expédition             |
| 2021  | Winter              | La liste                                                               | Ski de pente raide                    |
| 2022  | Summer              | Julia                                                                  | Escalade                              |
| 2022  | Summer              | À l'ombre du Chamlang                                                  | Alpinisme                             |
| 2022  | Summer              | O'Parizad                                                              | Alpinisme, Ski                        |
| 2022  | Summer              | Résilience                                                             | Ski                                   |
| 2022  | Summer              | Alpine Trilogy -Doggystyle                                             | Expédition, Escalade                  |
| 2022  | Winter              | De l'ombre à la lumière                                                | Alpinisme                             |
| 2022  | Winter              | Free rider                                                             | Ski                                   |
| 2022  | Winter              | Nina and Katie in Yosemite                                             | Escalade                              |
| 2022  | Winter              | Les Vagabonds du Logan                                                 | Aventure, Ski, Alpinisme              |
| 2023  | Summer              | Ce qui compte                                                          | Aventure                              |
| 2023  | Summer              | Edge of Reason                                                         | Alpinisme                             |
| 2023  | Summer              | Lumdo Kolola                                                           | Parapente                             |
| 2023  | Summer              | Cap sur El Cap                                                         | Escalade                              |
| 2023  | Winter              | Nuptse                                                                 | Expédition, Alpinisme                 |
| 2023  | Winter              | Via Sedna                                                              | Voile, Escalade                       |
| 2023  | Winter              | The Silent Escape                                                      | Alpinisme, Ski                        |
| 2023  | Winter              | Rise                                                                   | Ski                                   |
| 2024  | Summer              | Deepfreeze                                                             | Alpinisme                             |
| 2024  | Summer              | Sea to Summit                                                          | Expédition, Escalade, Kayak           |
| 2024  | Summer              | Bleau dans la Peau                                                     | Escalade                              |
| 2024  | Summer              | Subterranean                                                           | Spéléologie                           |